# Даничкин, Геннадий Михайлович
Геннадий Михайлович Даничкин — советский хозяйственный и государственный деятель, лауреат Государственной премии СССР за выдающиеся достижения в труде.

## Биография
Родился в 1941 году на территории современной Кемеровской области. Член КПСС.
В 1957—1996 годах — горнорабочий очистного забоя, военнослужащий Советской армии, проходчик, бригадир проходчиков коллектива имени ХХVI съезда КПСС рудника «Ковдор» горнообогатитеььного комбината «Ковдорслюда».
За большой личный вклад в экономное расходование сырья, материалов и топливно-энергетических ресурсов был в составе коллектива удостоен Государственной премии СССР за выдающиеся достижения в труде 1984 года.
Делегат XIX конференции КПСС.
Умер в 2003 году в Ковдоре.

## Награды
- Орден Ленина (1986)
- Орден Трудового Красного Знамени